# Toyota Crown Majesta

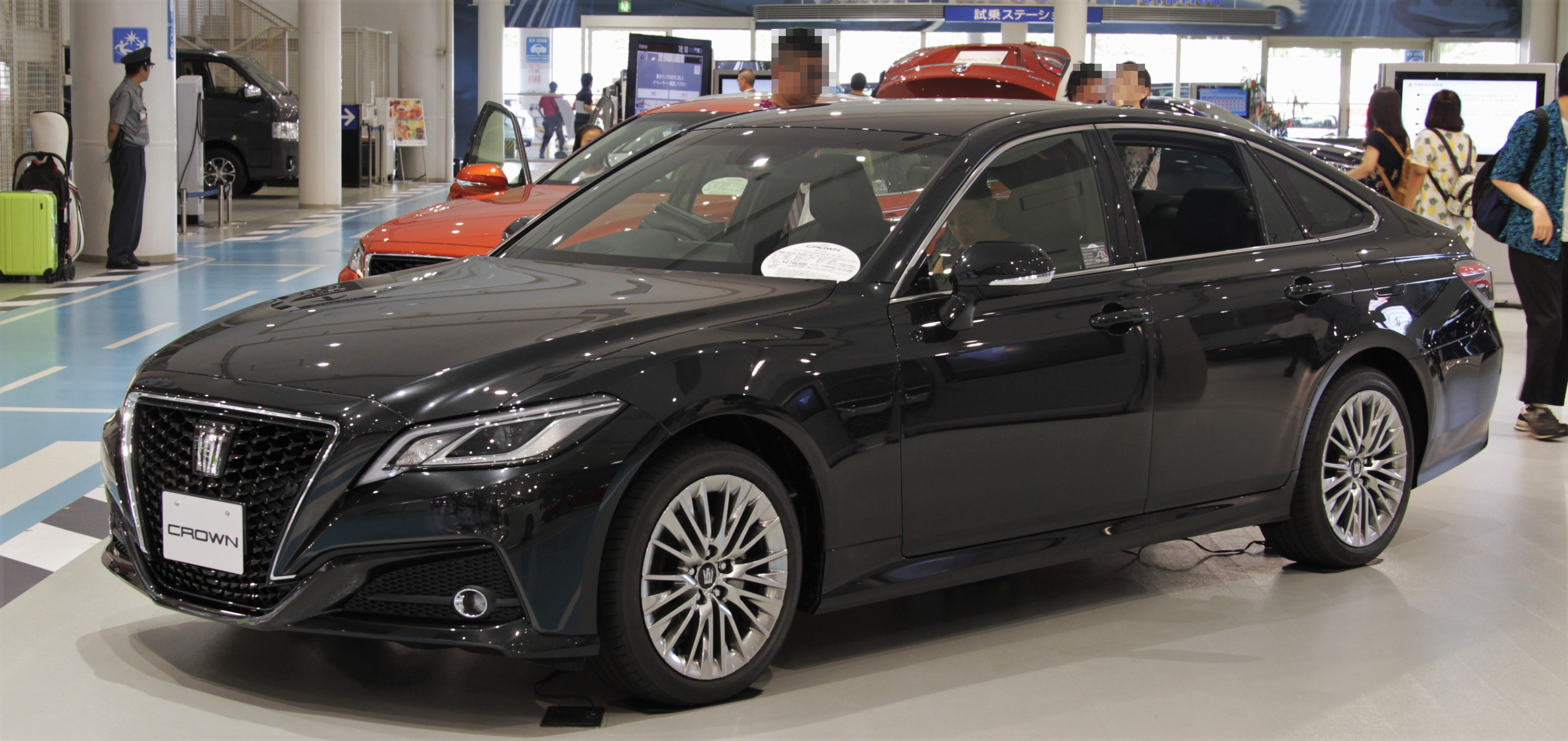
Седьмое поколение с 2018 года

Toyota Crown Majesta (яп. トヨタ・クラウンマジェスタ Toyota Kuraun Majesuta) — автомобиль представительского класса компании Toyota.

## История появления
Модель дебютировала в 1991 году, синхронно с появлением поколения 140-й серии кузовов Toyota Crown. В отличие от Crown 140-й серии, у Crown Majesta несущим стал кузов, в остальном же, кроме экстерьера, ничего принципиально не изменилось. На автомобили устанавливали трехлитровый двигатель 2JZ и четырехлитровый 1UZ-FE.
Хотя модель Celsior/Lexus LS имела очень много общего с Majesta, формально это была совершенно новая платформа. Зато модель Aristo/Lexus GS стала производной от Crown Majesta и впоследствии развивалась уже параллельно. Однако эти автомобили изначально имели кузов классического седана, в то время как Majesta первое время являлась хардтопом.

## Первое поколение

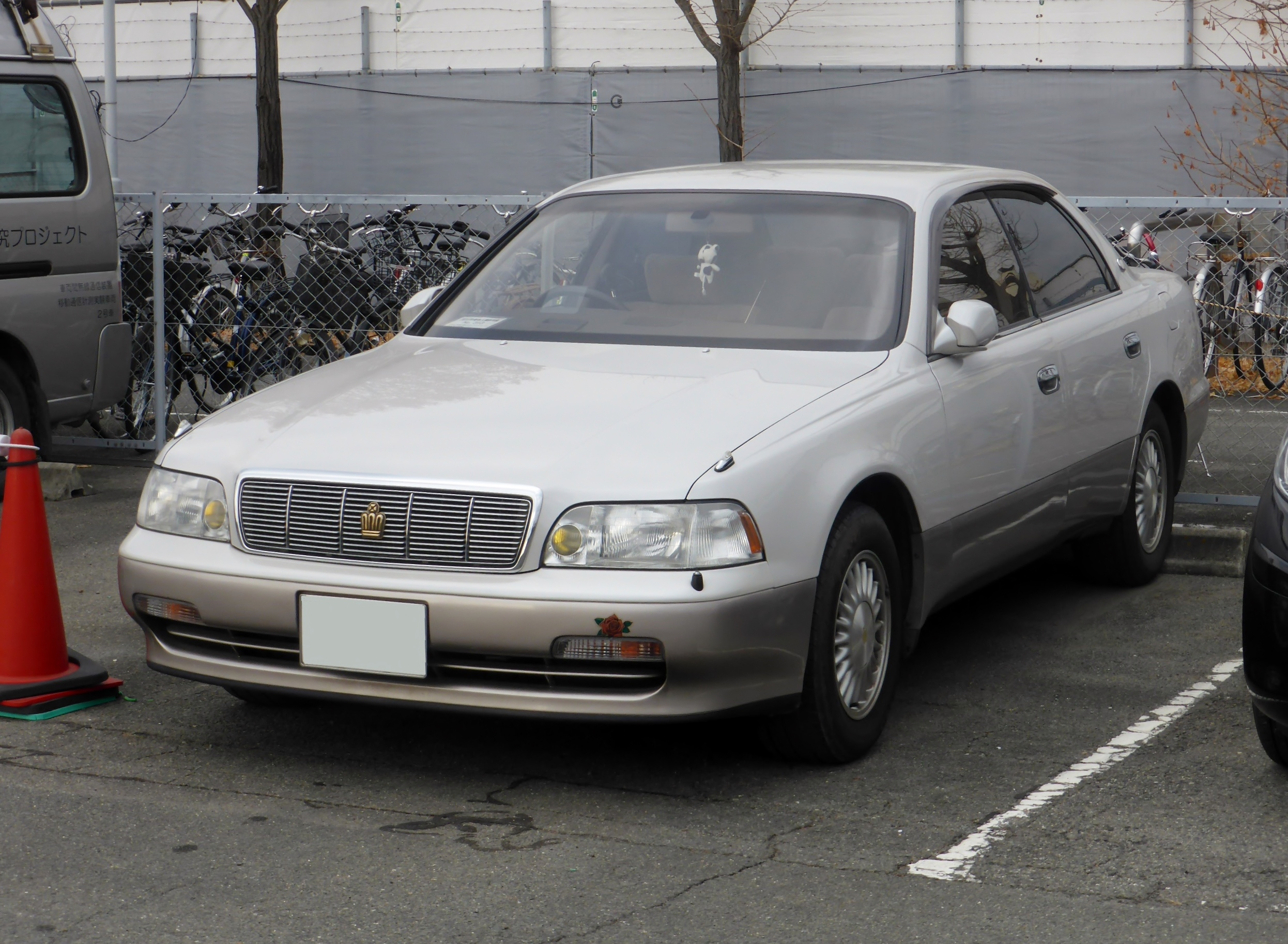
Toyota Crown Majesta первого поколения

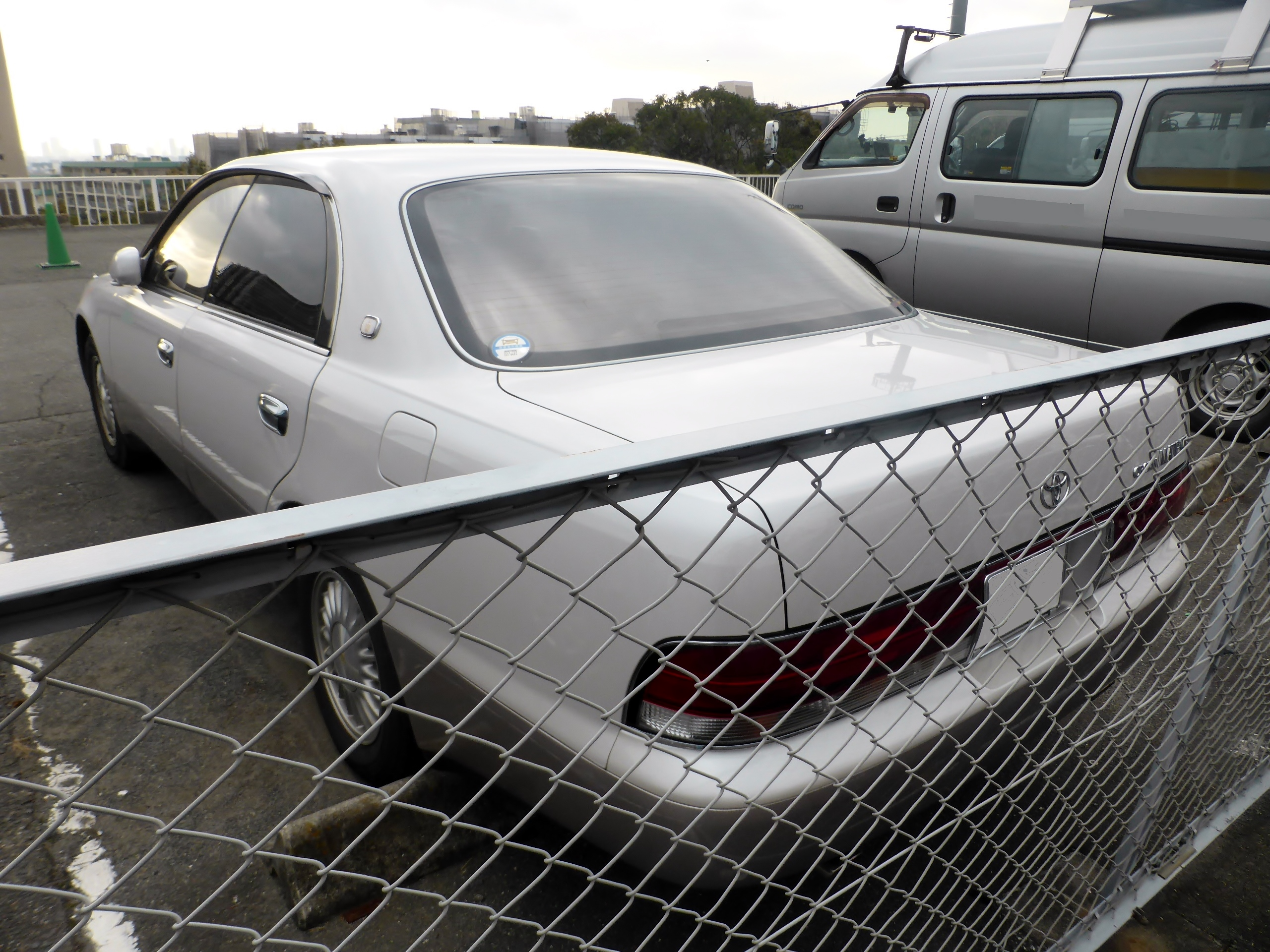
Вид сзади

Первый хардтоп Toyota Crown Majesta появился в Японии в октябре 1991 года, первые автомобили были очень похожи на Toyota Crown, а также на Toyota Celsior, появившийся в 1989 году. Поначалу, Toyota Crown Majesta был более роскошным вариантом автомобиля Toyota Crown, и назывался Crown Royal Saloon G. С первого поколения Majesta стала немного шире и тяжелее, чем Crown, получив при этом два варианта двигателя: 3-литровый двигатель 2JZ-GE, который производил 226 л. с. (169 кВт); и 4-литровый 1UZ-FE, производивший 256 л. с. (191 кВт). В 1992 году появились полноприводные модели, система привода на четыре колеса называлась 4WDi-Four. Так же в это время Crown Majesta была оснащена системой навигации GPS, электронной приборной панелью, электрическим усилителем руля, подогревом передних и задних электрических сидений, проекторы, выводящие ключевую информацию на внутреннюю сторону лобового стекла над приборной панелью. Crown Majesta стал первым автомобилем Toyota, оснащенным контролем устойчивости транспортного средства. В 1995 году цены на Crown Majesta начинались от $32100 для самой низкой комплектации (модель 3.0A) до $51000 для полноприводных моделей с двигателем V8.

### Технические характеристики и комплектации
| Комплектация                   | Период выпуска    | Марка двигателя | Марка кузова |
| ------------------------------ | ----------------- | --------------- | ------------ |
| 3.0 A type                     | 10.1991 — 09.1992 | 2JZ-GE          | E-JZS149     |
| 3.0 A type                     | 10.1992 — 07.1993 | 2JZ-GE          | E-JZS149     |
| 3.0 A type S                   | 10.1992 — 07.1993 | 2JZ-GE          | E-JZS149     |
| 3.0 A type S                   | 08.1993 — 07.1995 | 2JZ-GE          | E-JZS147     |
| 3.0 B type                     | 10.1991 — 09.1992 | 2JZ-GE          | E-JZS149     |
| 3.0 B type                     | 10.1992 — 07.1993 | 2JZ-GE          | E-JZS149     |
| 3.0 B type                     | 08.1993 — 07.1995 | 2JZ-GE          | E-JZS149     |
| 3.0 B type electro multivision | 10.1991 — 07.1993 | 2JZ-GE          | E-JZS149     |
| 4.0 C type i-Four              | 10.1992 — 07.1993 | 1UZ-FE          | E-UZS143     |
| 4.0 C type i-Four              | 08.1993 — 07.1995 | 1UZ-FE          | E-UZS143     |
| 4.0 C type 4WDi-Four           | 10.1992 — 07.1993 | 1UZ-FE          | E-UZS145     |
| 4.0 C type 4WDi-Four           | 08.1993 — 07.1995 | 1UZ-FE          | E-UZS145     |

## Второе поколение

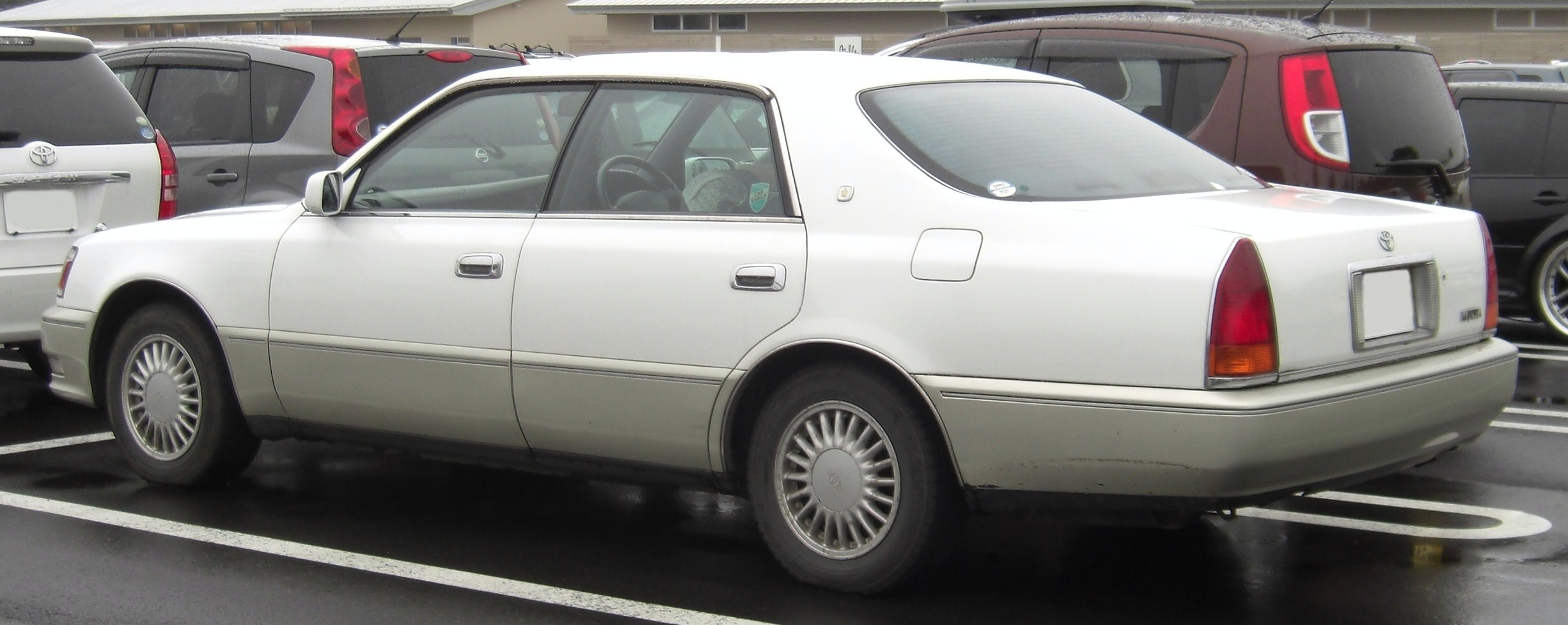
Majesta второго поколения

Первый рестайлинг Crown Majesta произошел в 1995 году. Среди значительных изменений появились новые задние фонари, отличающие модель от Toyota Crown. Все изменения приблизили вид автомобиля более похожим на Celsior и Lexus LS400 (UCF20), появившегося в 1994 году. С новым поколением сменились также и силовые агрегаты. Остался 3-литровый двигатель 2JZ-GE, а V8 получил увеличение мощности до 265 л. с. (195 кВт). Из-за сокращения расходов на Toyota, количество дополнительных опций было уменьшено.
На первый год своего производства, в 1996 году, он вместе с Crown стал автомобилем года по версии RJC.
В августе 1997 года была изменена передняя решетка и появились фары c газоразрядными лампами. На V8 появилась технология VVT-i, что дало повышение мощности до 280 л. с. (206 кВт). Появилась также новая 5-ступенчатая автоматическая коробка передач.

## Третье поколение

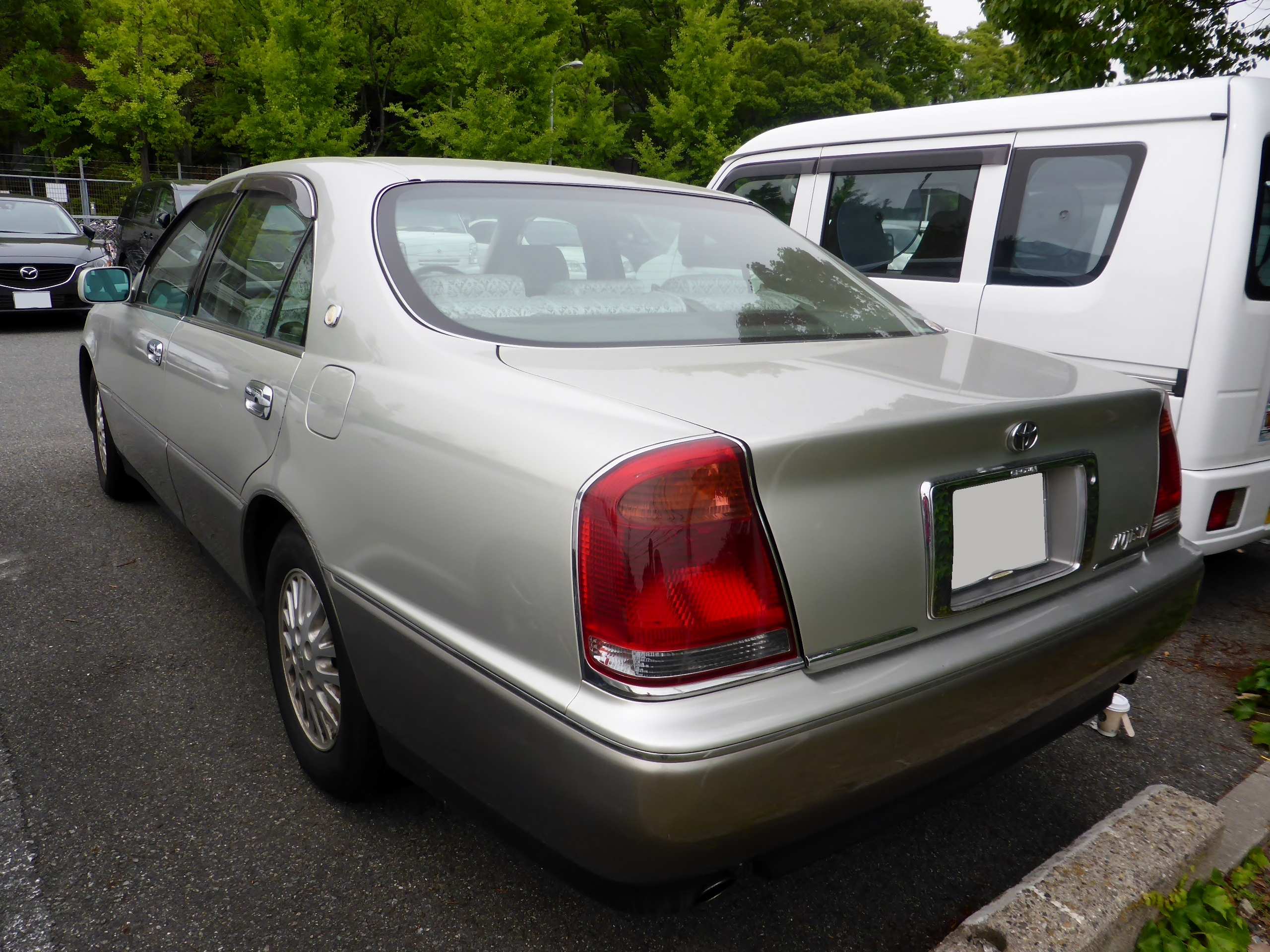
Majesta третьего поколения

Третье поколение получило полный рестайлинг, модель дополнилась элементами стайлинга популярного Lexus LS. Вертикальные задние фонари стали еще более широкими, появилась GPS-навигация на основе DVD. Для задних пассажиров появилась «турецкая» подставка для ног, реализованная выносом части подушки сиденья переднего пассажира за спинку сиденья, в сторону задних пассажиров.
На автомобиле остался 4-литровый V8 двигатель 1UZ-FE, мощностью 280 лошадиных сил. Тенденция среди новых автомобилей к установке колес большого диаметра с низкопрофильными шинами была проигнорирована в пользу плавности хода и лучшей управляемости с колесами меньшего диаметра.
Crown Majesta S170 стал официальным автомобилем высшего уровня компании Toyota.

## Четвёртое поколение

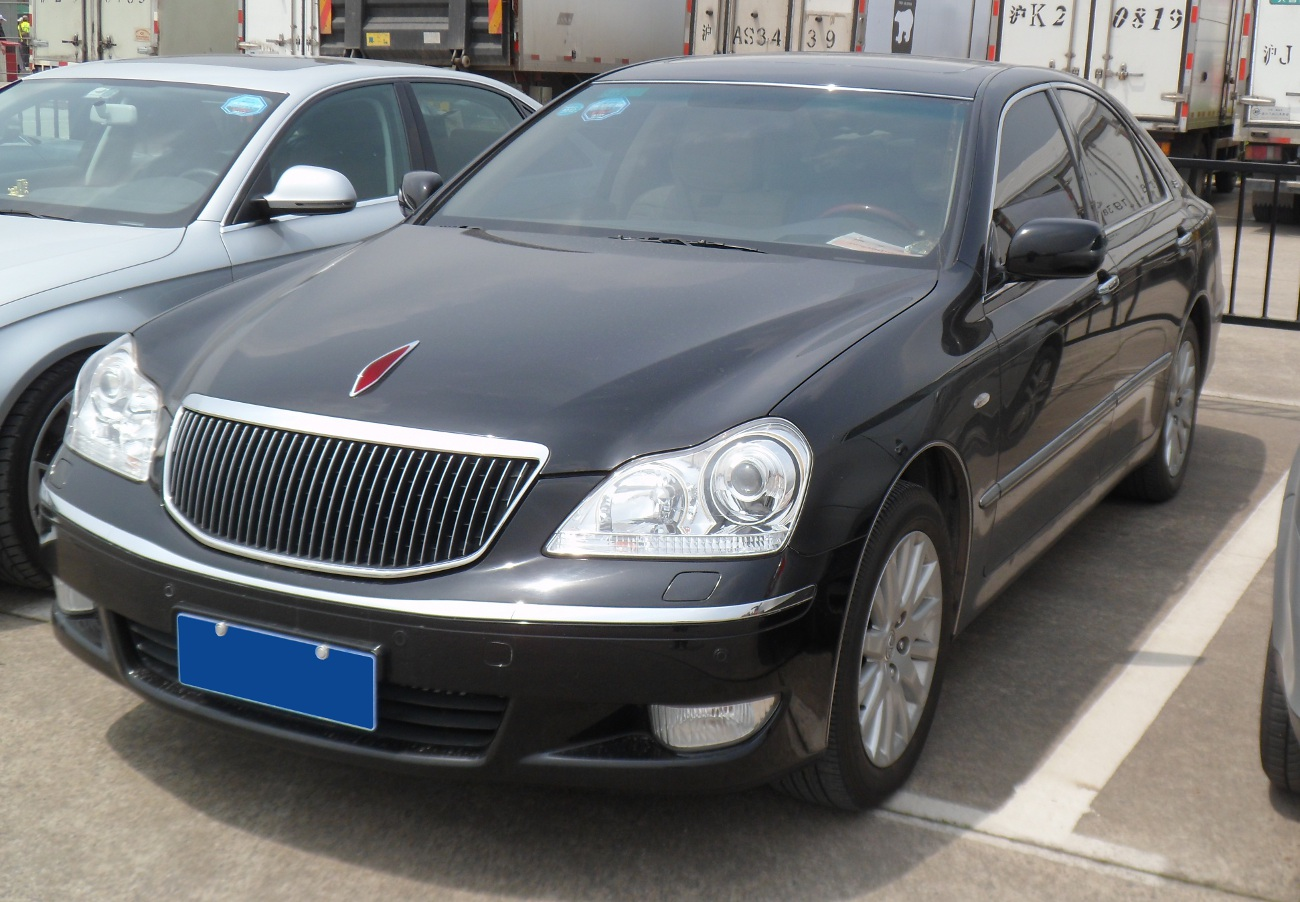
Автомобиль Hongqi HQ3

На четвёртом поколении Crown Majesta полностью сменился дизайн, появились эти автомобили с 6 июля 2004 года. С августа 2006 года Toyota Celsior в Японии больше не продавалась, в связи с введением бренда Lexus на внутреннем рынке Японии. Crown Majesta заменил Celsior, несмотря на возражения со стороны японских покупателей. Так появился первый автомобиль с системой интегрированного управления динамикой (СИУД/VDIM), имеющий систему управления, радары, адаптивный круиз-контроль с функцией слежения за низкой скоростью. С этого момента рядный 6-цилиндровый двигатель на Majesta не использовался. Как и на американских моделях Lexus LS, стал устанавливаться двигатель 3UZ-FE. Трансмиссия была повышена до 6-ступенчатой, система полного привода была доработана, появилась пневматическая подвеска. С целью повышения безопасности были добавлены интеллектуальная адаптивная система головного освещения и задние боковые подушки безопасности. Появились так же камеры заднего вида и помощники при парковке. С 6-ступенчатой коробкой передач также предлагался комплект турбонагнетателя, повысивший мощность двигателя до 340 л. с. (254 кВт). На модель Crown Majesta AWD цена составляла около $69400.
Для 2006 модельного года, наряду с камерой заднего вида, в список стандартных функций была добавлена G-BOOK. В отличие от предыдущих моделей, схема двухцветной покраски для целевой молодежной аудитории стала недоступной.
В июле 2004 года на Crown Majesta стали устанавливать устройства контроля полосы движения и радар с одной камерой для контроля столкновений, оповещения и управления.
В Китае это поколение Toyota Crown Majesta собиралось и продавалось как Hongqi HQ3/HQ430 с 2006 по 2010 годы.

## Пятое поколение
26 марта 2009 года впервые было представлено пятое поколение. Дизайн нового поколения имеет сходство с Crown Majesta и с производившимся на тот момент поколением Camry. Изначально стало известно о том, что «Crown» из названия автомобиля будет убрано, что означало бы независимость автомобилей Majesta, однако, этого не произошло, автомобиль так и остался Crown Majesta. Кузов, по сравнению с прошлыми поколениями, расширен, и стал сопоставим с кузовом автомобиля Lexus LS.

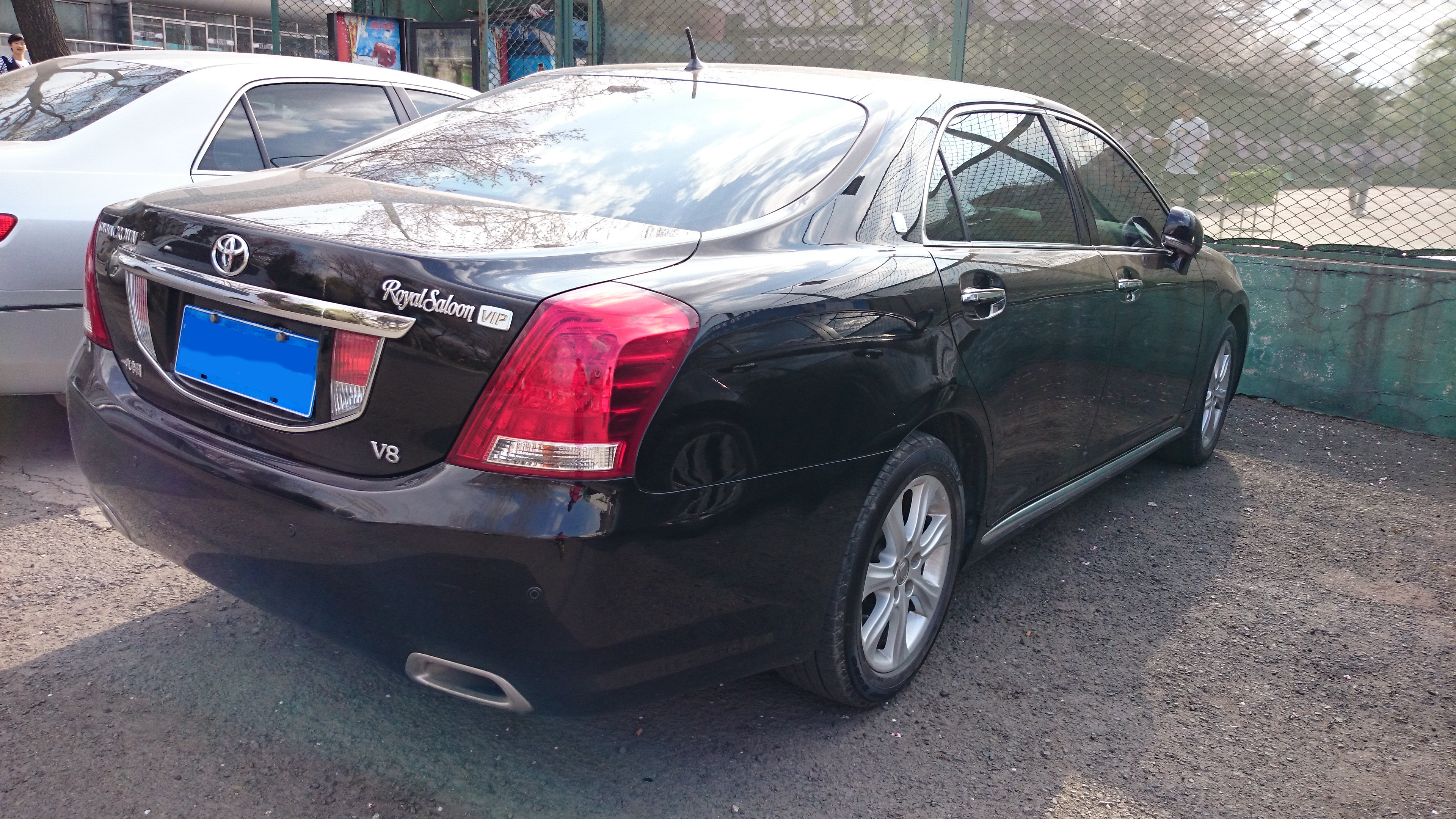
Toyota Crown RoyalSaloon VIP (Китай)

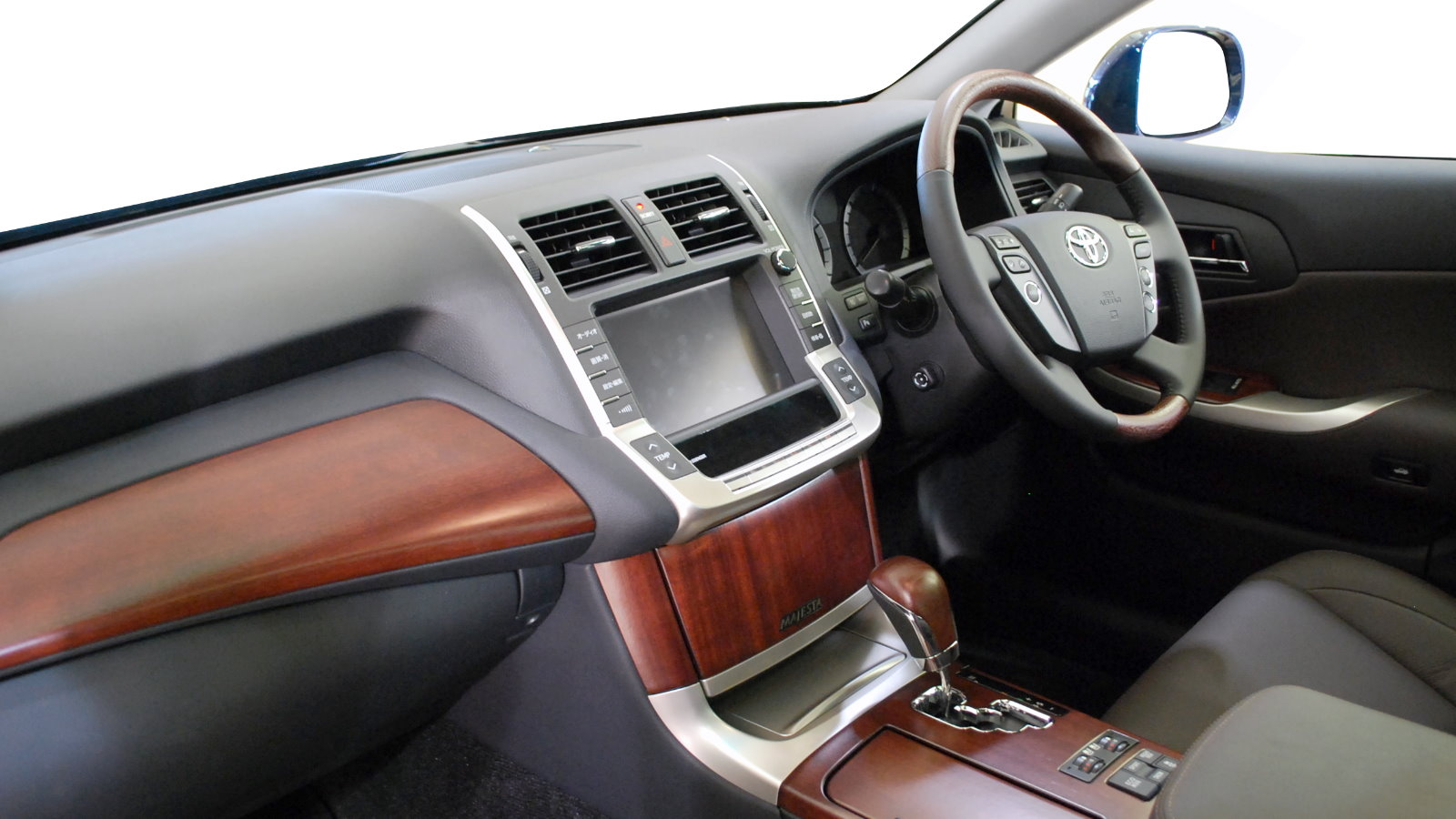
Интерьер Crown Majesta, 2009

Как и у автомобилей Lexus GS и LS, в стандарте устанавливается двигатель 1UR-FSE объёмом 4,6 литров, однако, на полноприводных автомобилях устанавливается 3UZ-FE объёмом 4,3 литра.
В Китае, компанией FAW Toyota собрано ограниченное число Toyota Crown Majesta S200 с левым рулём, так же известных как Toyota Crown RoyalSaloon VIP.
Стандартный интерьер включает в себя акустическую систему Toyota Premium Sound, навигационная система с жестким диском на 1 ТБ, XM NavTraffic, система мониторинга трафика в режиме реального времени с динамической пере-маршрутизацией; ключ SmartAccess с кнопкой старта, приборная панель Optitron, дополнительный проигрыватель MP3 и MP4, а также 5-позиционный индикатор давления в шинах. В Японии также предлагается аварийная 24-часовая служба скорой помощи, с аналогичной системой навигации G-Link. На японском рынке седаны Crown также имеют возможность пользоваться MiniDisc, просматривать телевидение, имеют камеры безопасности по кузову, и удаленный доступ к сотовому телефону. Сиденья полностью электрические, имеют функцию массажа.
Конструктивные особенности формы кузова имеются по всей длине автомобиля: колесные арки, стреловидная хромированная отделка, решетка, установленная немного ниже уровня фар. По сравнению с предыдущими поколениями, аэродинамический коэффициент уменьшился на 0,02 и 0,01 соответственно, в то время как аэродинамическое сопротивление осталась прежним. Образ экстерьера имеет профиль, схожий с Lexus LS, с одинаковыми выступами спереди и сзади; однако, двери задних пассажиров заметно больше у вытянутой модели. Дополнительные элементы экстерьера включают в себя адаптивные передние фары, подвергавшиеся ручной полировке, и хромированные выхлопные трубы, интегрированные в задний бампер. Штампованные детали кузова производятся с использованием 5,2-тонного пресса, который на момент своего появления являлся сильнейшим в мире штамповочным прессом.
На данном поколении Crown Majesta, компанией Toyota осуществлено продвижение в разработке системы безопасности Pre-Collision System (PCS), добавлен миллиметровый радар спереди автомобиля для выявления возможных побочных столкновений, в первую очередь на перекрестках или при пересечении другим транспортным средством центральной линии движения. Последняя версия позволяет наклонять задние сиденья вверх, размещая пассажира в более безопасном месте во время аварии, при обнаружении удара спереди или сзади.

## Шестое поколение

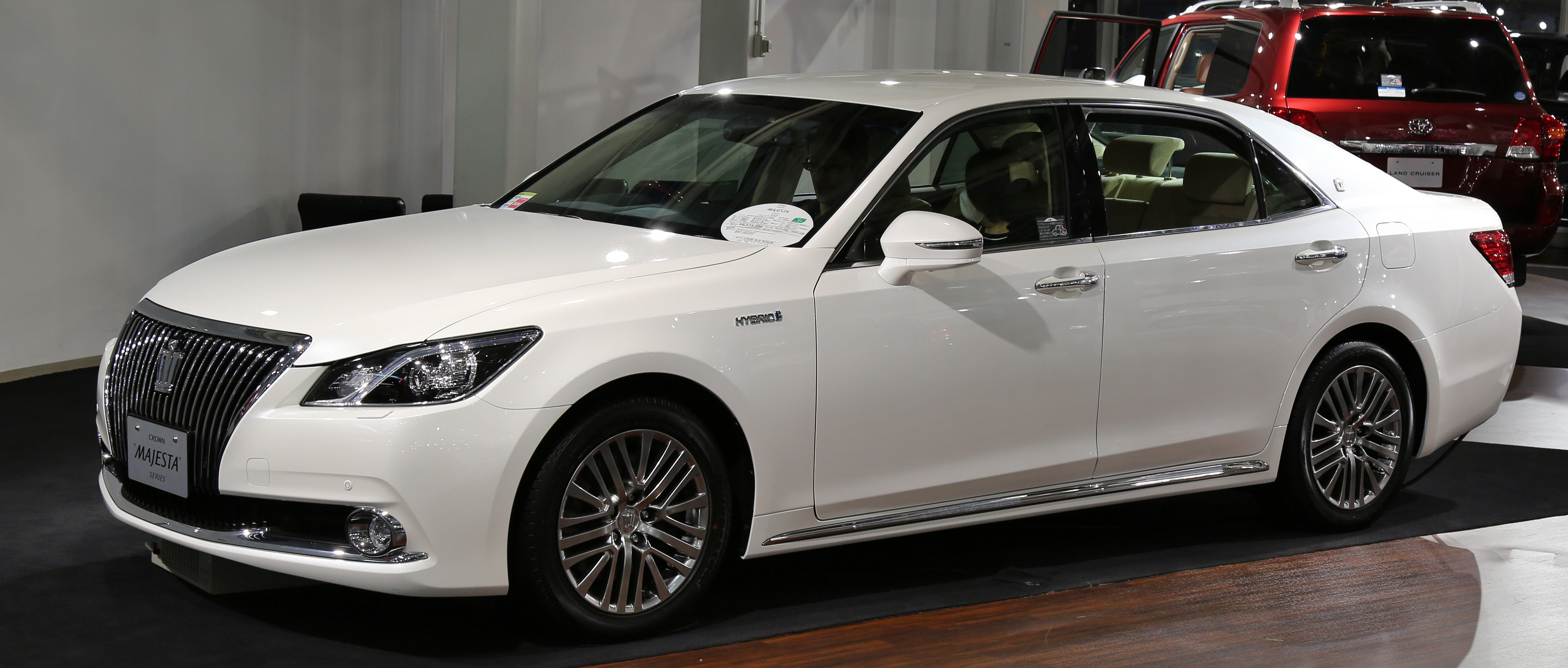
Crown Majesta S210

Модель шестого поколения, появившаяся 9 сентября 2013 года в Японии, приобрела взамен двигателя V8 из предыдущей модели 3,5-литровый гибридный V6, унаследованный от представительского седана Lexus GS450h, а также 2,5-литровый гибридный рядный четырёх-цилиндровый двигатель для версий с полным приводом. Исключение V8 снизило величину транспортного налога из-за большого объёма двигателя.
Автомобилю был дан совершенно новый внешний вид после возрождения Nissan Cima в апреле 2012 года. Расход топлива значительно увеличился до 18,2 л. на 100 км. Колёсная база на 75 мм больше, чем у подобных Crown Royal и Athlete, а сам автомобиль получил передовые удобства и элементы безопасности, такие как контроль слепых зон и системы предупреждения столкновений. Стоимость Majesta составила ¥ 12 900 000 с ежемесячным объёмом продаж в Японии в 500 единиц.